# کاترینا تاراسنکو
کاترینا تاراسنکو (اوکراینی: Катерина Тарасенко؛ زادهٔ ۶ اوت ۱۹۸۷) قایقران روئینگ اهل اوکراین است.